# هدایت الکتریکی خاک
هدایت الکتریکی خاک نماینده میزان املاح هادی موجود در محلول خاک می‌باشد که یکی از اصلی‌ترین آنها نمک (کلرید سدیم) می‌باشد.
واحد هدایت الکتریکی ohm-1 یا mho می‌باشد و واحد هدایت ویژه µ mho/cm (میکرو موه بر سانتیمتر) یا µSiemens/cm (میکرو زیمنس بر سانتیمتر) است.
در شیمی خاک علاوه بر بحث هدایت الکتریکی خاک SAR یا SODIUM ABSORBSION RATIO یعنی نسبت جذب سدیم ESP یا EXCHANGABLE SODIUM PERCENTAGE یعنی درصد سدیم قابل تبادل و... هم اندازه‌گیری می‌شود.